# Robert Vaughn
Robert Francis Vaughn (Nueva York, 22 de noviembre de 1932-Ridgefield, Connecticut, 11 de noviembre de 2016) fue un actor de cine y televisión estadounidense famoso por haber interpretado a Napoleón Solo en la serie de televisión The Man from U.N.C.L.E. (El agente de C.I.P.O.L en España), al General Hunt Stockwell en El Equipo A, a Ross Webster en Superman III y a Albert Stroller en la exitosa serie británica Hustle.

## Biografía
Fue hijo de Gerald Walter Vaughn, un locutor, y de Marcella Gaudel Frances, una actriz de teatro. Fue primo distante de la actriz Sydney Sweeney y del actor Trent Sweeney. Tenía ascendencia irlandesa, francesa y alemana.
El 29 de junio de 1974 se casó con la actriz Linda Staab, ambos trabajaron juntos en la serie The Protectors. La pareja adoptó a un hijo, Cassidy Vaughn en 1976 y a una hija Caitlin Vaughn en 1981.
Era muy buen amigo de los actores Jack Nicholson y de James Coburn. También fue muy buen amigo del fallecido exfiscal general norteamericano Robert F. Kennedy.

## Carrera
Tras finalizar sus estudios de interpretación en Los Ángeles, comienza pronto a destacar en algunas producciones menores y series de televisión (tales como en "El Zorro", interpretando en unos de sus capítulos a un agricultor). Hasta que comienza a trabajar con Roger Corman, el rey de las películas clase B, con el que protagoniza la película Un cavernícola adolescente. En 1959 tiene un papel destacado en el western Un buen día para una ejecución, dirigido por Nathan Juran y protagonizado por Fred MacMurray. Apareció en capítulos de destacadas series de la época como El hombre de la frontera, Gunsmoke, El Zorro, El teatro de Zane Grey o Mike Hammer.
En 1959 trabajó junto con Paul Newman, en La ciudad frente a mí, dirigida por Vicent Sherman, donde tiene un papel destacado que le valió una nominación a los Premios Oscar como mejor actor de reparto. También apareció en la serie Alfred Hitchcock presenta, entre otras muchas.
En 1960 volvió a las grandes producciones al ser uno de los escogidos por John Sturges para ser uno de Los siete magníficos. En esta película interpreta a Lee, un pistolero que ha perdido el valor y que tiene que luchar para recuperarlo aunque le cueste la vida. Continúa siendo un asiduo en las series y así hace apariciones en capítulos de series de éxito como Bonanza, El virginiano o Los intocables. Su siguiente película es El gran show, un musical con la estrella de la Metro Goldwyn Mayer, la nadadora Esther Williams. 

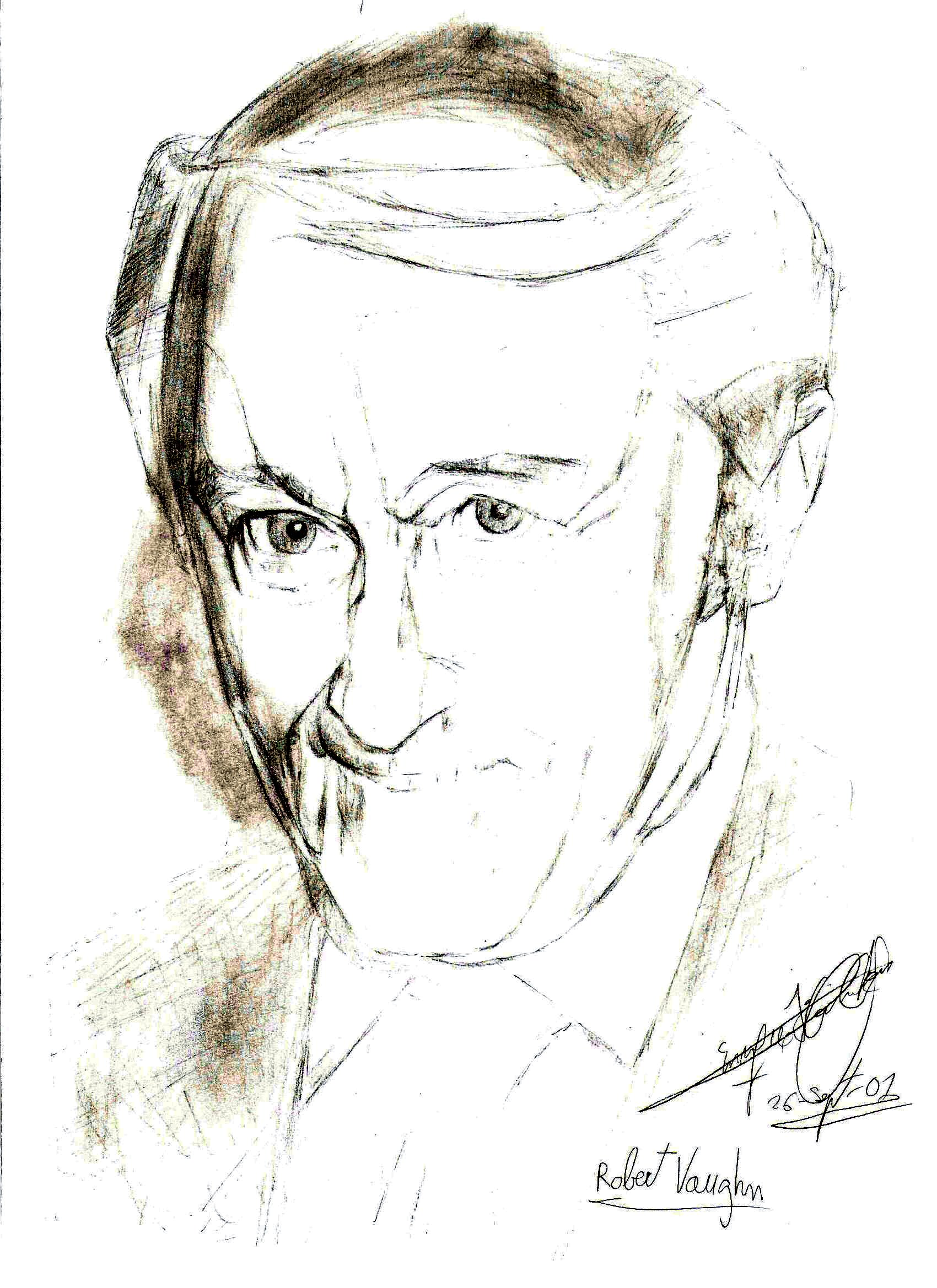
Retrato realizado por el artista español Enrique Javier González Camacho

En el año 1964 es escogido para interpretar a Napoleón Solo, papel que le dará fama mundial en la serie El agente de CIPOL (The Man from U.N.C.L.E., según su título original en inglés). La serie duró cuatro años, en los que Vaughn se dedicó exclusivamente a trabajar en ella.
En 1968 apareció de nuevo en una película importante: Bullit de Peter Yates, una gran película realizada para el lucimiento de su estrella protagonista Steve McQueen y en la que Vaughn tiene un papel secundario.
Al año siguiente es uno de los protagonistas de la película bélica El Puente de Remagen (de John Guillermin), superproducción bélica que contaba el intento aliado por apoderarse del puente alemán. En 1970 interpretó a Casca uno de los conspiradores que asesina a Julio César en la adaptación de la tragedia shakesperiana que realizara Stuart Baird, que en España se llamaría La muerte del César, para no confundirla con la versión de Mankiewicz.
En la década de 1960 continúa trabajando en películas, compartiendo papeles con actores como David Niven o Terence Stamp, pero sin conseguir trabajar en películas de éxito, ni volver a conseguir la fama que había obtenido la década anterior.
En 1974 aparece en The Towering Inferno, donde volvería a coincidir con el director John Guillermin, y con grandes estrellas como Steve McQueen y Paul Newman. En la segunda mitad de esta década volverá a las series, apareciendo en capítulos de Columbo o Mujer policía.
En 1977 protagonizó la película La invasión del espacio (de Ed Hunt) una película de ciencia ficción de bajo presupuesto. En 1980 vuelve a la factoría Corman para realizar una versión de Los siete samuráis en el espacio, titulada Batalla más allá de la galaxia (aunque a veces llamada Los siete magníficos del espacio).
Entre ambas películas protagoniza diversos telefilmes y películas menores hasta que en 1981 aparece en SOB, dirigida por Blake Edwards y protagonizada por William Holden, Julie Andrews, Larry Hagman entre otros.
Luego apareció en la miniserie Azules y grises y recupera el papel de Napoleón Solo para un telefilm en 1983. Tras protagonizar otros telefilmes, en uno de los cuales interpretaba al presidente Franklin Delano Roosevelt, vuelve a la gran pantalla para ser el villano de Superman III (de Richard Lester).
En los siguientes años aparece en distintas series de éxito tales como Hotel, El autoestopista, y finalmente obtiene un papel en la última temporada del Equipo A, interpretando al general Stockwell. En 1987, participa en la película "Misión en Los Andes", junto a Erick Estrada , filme dirigido por Luis Llosa, que en Estados Unidos se estrenó con el nombre de  "Hour of the Assassin".
En la década de 1990 apareció en películas de poca importancia y protagoniza telefilms sin trascendencia. Continúa siendo un asiduo de las series importantes y se deja ver en Se ha escrito un crimen, Walker, Texas Ranger, Diagnóstico asesinato o Ley y orden, entre otras muchas. En 1998 apareció en varios capítulos de Los siete magníficos interpretando al juez Orvin Travis, en lo que era un homenaje, por ser el último de los siete magníficos vivo.
En 2006 se unió al elenco principal de la exitosa serie británica Hustle donde interpretó al estafador Albert Stroller hasta el final de la serie el 17 de febrero de 2012.
Ese mismo año apareció como invitado en la popular serie estadounidense Law & Order: Special Victims Unit donde interpretó a Tate Speer en el episodio "Clock", más tarde volvió a aparecer en la serie en 2015 ahora interpretando a Walter Briggs durante el episodio "December Solstice".
En 2012 apareció como invitado en varios episodios de la aclamada serie británica Coronation Street, donde interpretó al empresario Milton Fanshaw.

## Muerte
Robert murió el 11 de noviembre del 2016 en Ridgefield, Connecticut, Estados Unidos, once días antes de que cumpliera 84 años. La causa fue leucemia aguda.

## Filmografía seleccionada

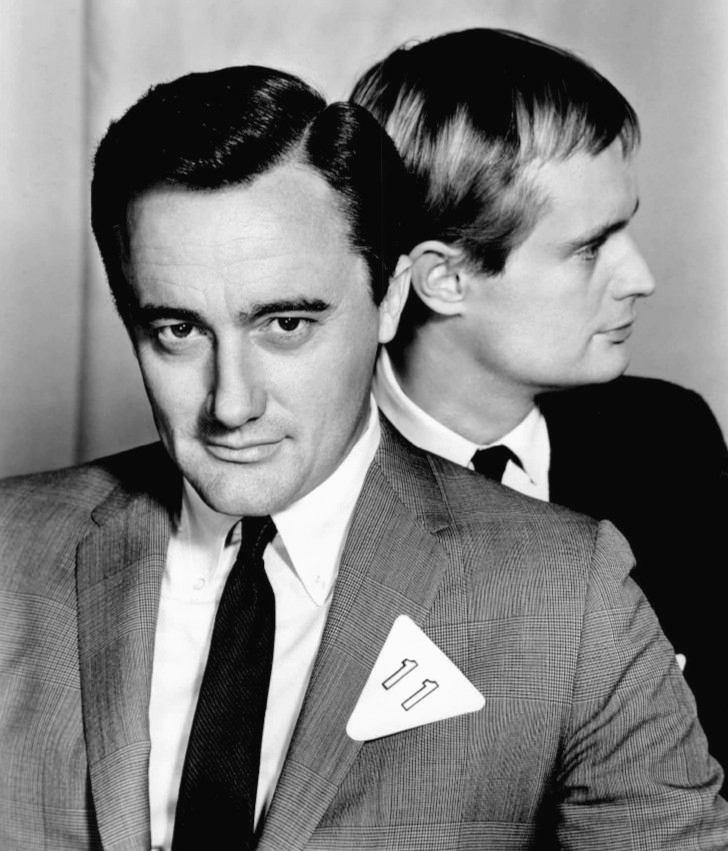
En El agente de CIPOL Vaughn interpretó a Napoleon Solo y David McCallum a Illya Kuryakin.

### Series de televisión
| Año         | Título                            | Personaje                | Notas                                        |
| ----------- | --------------------------------- | ------------------------ | -------------------------------------------- |
| 2015        | Law & Order: Special Victims Unit | Walter Briggs            | episodio "December Solstice"                 |
| 2014        | Playhouse Presents                | Iris                     | episodio "Space Age"                         |
| 2012        | Coronation Street                 | Milton Fanshaw           | 13 episodios                                 |
| 2004 - 2012 | Hustle                            | Albert Stroller          | 48 episodios                                 |
| 2008        | Little Britain USA                | Paul Gety II             | episodio # 1.5                               |
| 2006        | Law & Order: Special Victims Unit | Tate Speer               | episodio "Clock"                             |
| 1998 - 2000 | The Magnificent Seven             | Juez Oren Travis         | 6 episodios                                  |
| 1997 - 1998 | Law & Order                       | Carl Anderton            | 3 episodios                                  |
| 1996 - 1998 | The Nanny                         | James Sheffield          | 2 episodios                                  |
| 1993 - 1994 | Kung Fu: The Legend Continues     | Rykker                   | 2 episodios                                  |
| 1992        | Tracks of Glory                   | Mr. Morris               | miniserie                                    |
| 1992        | Tatort                            | Coronel Gavron           | episodio "Camerone"                          |
| 1989        | Hunter                            | Subjefe Curtis Moorehead | 3 episodios                                  |
| 1988        | The Ray Bradbury Theater          | Jerome Huxley            | episodio The Fruit at the Bottom of the Bowl |
| 1986 - 1987 | The A-Team                        | General Hunt Stockwell   | 13 episodios                                 |
| 1984        | The Hitchhiker                    | Dr. Christopher Hamilton | episodio "Face to Face"                      |
| 1983 - 1984 | Emerald Point N.A.S.              | Harland Adams            | 13 episodios                                 |
| 1978 -1979  | Centennial                        | Morgan Wendell           | 10 episodios                                 |
| 1979        | Hawaii Five-O                     | Rolande                  | episodio "The Spirit Is Willie"              |
| 1977        | Washington: Behind Closed Doors   | Frank Flaherty           | miniserie de 6 episodios                     |
| 1976        | Captains and the Kings            | Charles Desmond          | miniserie de 6 episodios                     |
| 1976        | Colombo                           | Charles 'Charlie' Clay   | Ep. 37 El último adiós al Comodoro.          |
| 1975        | Colombo                           | Hayden Dazinger          | Ep. 29 El Crucero.                           |
| 1972 - 1974 | The Protectors                    | Harry Rule               | 52 episodios                                 |
| 1966        | The Girl from U.N.C.L.E.          | Napoleón Solo            | episodio "The Mother Muffin Affair"          |
| 1964 - 1968 | The Man from U.N.C.L.E.           | Napoleón Solo            | 104 episodios                                |
| 1963 - 1964 | The Lieutenant                    | Capitán Ray Rambridge    | 29 episodios                                 |
| 1962        | Bonanza                           | Luke Martin "Coddy"      | Episodio 6 Temporada 4 "La Estación de Paso" |
| 1958 - 1959 | Zorro                             | Agricultor Miguel Romero | 1 episodio                                   |

### Películas
| Año  | Título                                                                | Personaje          | Notas                                                                 |
| ---- | --------------------------------------------------------------------- | ------------------ | --------------------------------------------------------------------- |
| 2014 | A Cry from Within                                                     | Doc Williams       | junto a Eric Roberts, Cathy Moriarty, Tom Pelphrey & Pat Patterson    |
| 2013 | The Magnificent Eleven                                                | American Bob       | junto a Sean Pertwee, Joseph Millson, Keith Allen & Paul Barber       |
| 2012 | Excuse Me for Living                                                  | Jacob              | junto a Christopher Lloyd, Tom Pelphrey, Wayne Knight & Jerry Stiller |
| 2011 | Patrimony                                                             | David              | corto - junto a Melissa Errico                                        |
| 2007 | The Warrior Class                                                     | Bradock            | junto a Anson Mount, Erica Leerhsen & Jake Weber                      |
| 1997 | Motel Blue                                                            | Jefe MacIntyre     | junto a Sean Young & Rob Stewart                                      |
| 1990 | Transylvania Twist                                                    | Lord Byron Orlock  | -                                                                     |
| 1987 | Renegade                                                              | Lawson             | junto a Terence Hill                                                  |
| 1986 | The Delta Force                                                       | Coronel Woodbridge | junto a Chuck Norris & Lee Marvin                                     |
| 1986 | Black Moon Rising                                                     | Ed Ryland          | junto a Tommy Lee Jones & Linda Hamilton                              |
| 1983 | Superman III                                                          | Ross Webster       | junto a Christopher Reeve, Jackie Cooper & Annette O'Toole            |
| 1983 | The Return of the Man from U.N.C.L.E.: The Fifteen Years Later Affair | Napoleón Solo      | junto a David McCallum, Patrick Macnee & Geoffrey Lewis               |
| 1980 | The Battle beyond the Stars                                           | Gelt               | junto a George Peppard                                                |
| 1976 | Atraco en la jungla                                                   | Tony               | junto a Simón Andreu                                                  |
| 1974 | The Towering Inferno                                                  | Senador Parker     | junto a Steve McQueen y Paul Newman                                   |
| 1969 | El puente de Remagen                                                  | Mayor Paul Kreuger | junto a George Segal & Ben Gazzara                                    |
| 1968 | Bullitt                                                               | Chalmers           | junto a Steve McQueen, Jacqueline Bisset & Robert Duvall              |
| 1960 | The Magnificent Seven                                                 | Lee                | junto a Yul Brynner, Steve McQueen & Charles Bronson                  |
| 1959 | Unwed Mother (Madre Soltera)                                          | Don Bigelow        | junto a Norma Moore, Jeanne Cooper & Sam Buffington                   |

### Director
| Año  | Título         | Notas                                                                |
| ---- | -------------- | -------------------------------------------------------------------- |
| 1976 | Police Woman   | dirigió el episodio "The Melting Point of Ice"                       |
| 1973 | The Protectors | dirigió el episodio "It Could Be Practically Anywhere on the Island" |

## Premios y nominaciones
Premios Óscar
| Año  | Categoría              | Película              | Resultado |
| ---- | ---------------------- | --------------------- | --------- |
| 1960 | Mejor actor de reparto | La ciudad frente a mí | Nominado  |

| Año  | Categoría                                                                  | Premio                   | Película/Serie                  | Resultado |
| ---- | -------------------------------------------------------------------------- | ------------------------ | ------------------------------- | --------- |
| 1998 | Motion Picture                                                             | Star on the Walk of Fame | -                               | Ganó      |
| 1979 | Outstanding Supporting Actor in a Limited Series or a Special              | Emmy                     | Backstairs at the White House   | Nominado  |
| 1978 | Outstanding Continuing Performance by a Supporting Actor in a Drama Series | Emmy                     | Washington: Behind Closed Doors | Ganó      |
| 1970 | Best Supporting Actor                                                      | BAFTA                    | Bullitt                         | Nominado  |
| 1966 | Best Male TV Star                                                          | Golden Globe             | The Man from U.N.C.L.E.         | Nominado  |
| 1965 | Most Popular Male Star                                                     | Photoplay Award          | -                               | Ganó      |
| 1965 | Best Male TV Star                                                          | Golden Globe             | The Man from U.N.C.L.E.         | Nominado  |
| 1961 | Most Male Promising Newcomer                                               | Golden Globe             | -                               | Nominado  |
| 1960 | Best Supporting Actor                                                      | Golden Globe             | The Young Philadelphians        | Nominado  |
| 1960 | Top Mal New Personality                                                    | Golden Laurel            | -                               | Nominado  |
| 1960 | Top Male Supporting Performance                                            | Golden Laurel            | The Young Philadelphians        | Nominado  |